# 사랑의 새출발
《사랑의 새출발》(영어: Starting Over)은 미국에서 제작된 앨런 J. 퍼쿨라 감독의 1979년 코미디 드라마 영화이다. 버트 레이놀즈, 질 클레이버그, 캔디스 버건 등이 출연하였고, 제임스 L. 브룩스 등이 제작에 참여하였다.

## 줄거리
뉴욕에 사는 필은 불륜한 아내 제시카와 헤어지고 형 미키와 형수 마바가 사는 보스턴으로 이사한다. 형 부부는 유아원 교사 매릴린과의 만남을 주선하고, 둘은 우여곡절 끝에 사귀게 된다.
그러나 어느 날 송라이터로 성공한 제시카가 돌아와 재결합을 원하는데... 

## 출연
- 버트 레이놀즈 - 필 포터 역
- 질 클레이버그 - 매릴린 홈버그 역
- 캔디스 버건 - 제시카 포터 역
- 찰스 더닝 - 미키 포터 역
- 프랜시스 스턴헤이건 - 마바 포터 역
- 메리 케이 플레이스 - 마리 역
- 오스틴 펜들턴 - 폴, 이혼남 모임 회원 역
- 제이 O. 샌더스 - 래리, 이혼남 모임 회원 역
- 월리스 숀 - 이혼남 모임 회원 역
- 스터지스 워너 - 존 모건슨 역
- 대니얼 스턴 - 학생 2
- 케빈 베이컨 - 젊은 부부 남편 (편집)
- 매킨타이어 딕슨 - 댄 라이언 역
- 찰스 킴브로 - 영업 사원 역
- 리처드 화이팅 - 에버렛 역
- 앨피 와이즈 - 이혼남 모임 회원 역
- 메리 캐서린 라이트 - 학생 1
- 이언 마틴 - 수위 역
- 모트 마셜 - 룸 서비스 종업원 역
- 길머 매코믹 - 스테퍼니 역
- 헬렌 스텐보그 - 중년 여성 역
- 마이클 카우프먼 - 점원 역
- 마빈 릭터먼 - 남편 역
- 앤 더살보 - 아내 역
- 러셀 호턴 - 남자 2 역
- 리사 슬론 - 아이 엄마 역
- 해리엇 롤링스 - 블루밍데일스 군중 역
- 사이먼 매퀸
- 존 머리
- 토니 로마노

## 기타 제작진
- 협력 제작: 더글러스 윅
- 미술: 조지 젱킨스
- 세트: 필립 스미스
- 의상: 존 복서